# 小行星8841
小行星8841是一颗围绕太阳公转的小行星。1990年3月2日，亨利·德波鸿诺在拉西拉天文台发现了此天体。
这颗小行星的绝对星等为288.79991等。